# بگو چی می‌خوای
بگو چی می‌خوای (انگلیسی: Just Tell Me What You Want) فیلمی در ژانر کمدی رمانتیک به کارگردانی سیدنی لومت است که در سال ۱۹۸۰ منتشر شد.

## بازیگران
- آلن کینگ
- الی مک‌گرو
- پیتر ولر
- کینن وین
- تونی رابرتس
- میرنا لوی
- دینا مریل